# Évacuation de la Carélie finlandaise

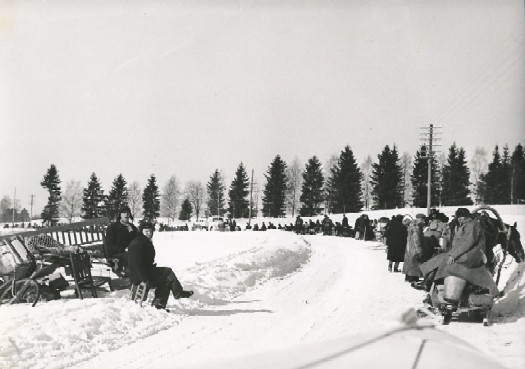
Évacués de la municipalité de Muolaa, en Carélie finlandaise, se dirigeant vers la Finlande occidentale, au début de la guerre d'Hiver.

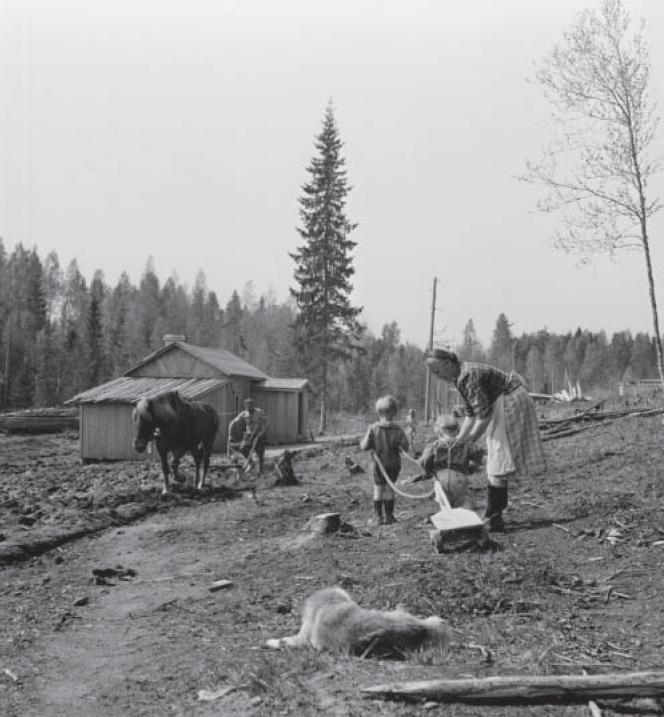
Une famille d'évacués, réfugiée dans le sud de la Finlande, travaillant la terre.

L'évacuation de la Carélie finlandaise est l'opération qui vise à rapatrier dans le reste de la Finlande les personnes vivant en Carélie et ne souhaitant pas rester dans les territoires perdus par la Finlande lors de la guerre d'Hiver et cédés à l'Union soviétique en 1940.

## Contexte
À la suite du traité de Moscou qui met fin à la guerre d'Hiver, la Finlande cède la Carélie et d'autre territoires à l'Union soviétique. De ce fait, 410 000 Caréliens de Finlande, soit 12 % de la population totale, ont dû être évacués vers le reste de la Finlande.
Le traité n’oblige pas la Finlande à vider les territoires conquis, mais presque aucun de ses habitants ne veut y rester. Presque 100 % de la population choisissent d'émigrer, emportant leurs biens. Seuls les bâtiments et le matériel lourd sont laissés sur places.
Durant la guerre de Continuation, environ 260 000 Caréliens retournent en Carélie. En juin 1944, les troupes finlandaises se retirent des territoires cédés en 1940 et réoccupés en 1941 lors de l'offensive Vyborg-Petrozavodsk. Au même moment, la population est de nouveau contrainte d'évacuer.
Le traité de Paris en 1947 confirme finalement les pertes territoriales finlandaises. Les évacués s'établissent donc de façon permanente un peu partout dans le reste de la Finlande.

## Volontés de retour
Depuis les années 1990, plusieurs associations dont ProKarelia ont demandé un retour de la Carélie à la Finlande.